# Chiwog
Chiwog, auch Chio (Dzongkha: སྤྱི་འོག, Wylie spyi 'og), ist die Bezeichnung für einen Wahlkreis in Bhutan. Zugleich bezeichnet Chiwog auch eine frühere Verwaltungseinheit auf dritter Ebene unterhalb von Gewog. Ein Chiwog entspricht in etwa einer Landgemeinde oder einem Kirchspiel im deutschen Sprachraum und stellt eine Gruppe von Dörfern und/oder Weilern dar. Im Allgemeinen bilden fünf oder sechs Chiwogs einen Gewog (Block), mehrere Gewogs zusammengenommen wiederum einen Dzongkha (Distrikt). Insgesamt gibt es in Bhutan 1044 Chiwogs, zusammengefasst zu 201 Gewogs in 20 Dzongkhas.
Die meisten Chiwogs sind kleine ländliche Gemeinden; dichter besiedelte Gebiete bilden in der Regel eigenständige Thromdes (Stadtgemeinden). In einigen Chiwogs gibt es eigene Katastrophenschutz-Konzepte (Chiwog Disaster Management Plan, CDMP), um wirkungsvoll auf örtliche Gefahrenlagen, z. B. durch Erdbeben, reagieren zu können. Oftmals werden Mitwirkende am CDMP auch auf Gewog-Ebene geschult, damit diese sich im Einsatzfall besser aufeinander abstimmen können.

## Rechtslage
Bis 2009 waren Chiwogs Verwaltungseinheiten, die Gewogs nachgeordnet waren. In der Verfassung von  2008 werden Chiwogs nur als Wahlkreise erwähnt, definiert als „unterhalb eines Gewogs“, ohne namentlich den administrativen Status als Verwaltungseinheit zu widerrufen. Gemäß dem Wahlgesetz von 2008 sind Chiwogs Wahlkreise innerhalb von Gewogs, um Abgeordnete zum Geo Tshokde (Gebietskomitee) und zur Dzongkha Thromde (Ratsversammlung des Distrikts) zu wählen. Die Rechtsstellung der Chiwogs als Wahlkreise wurde vom Local Government Act of Bhutan 2009 bestätigt. Dieses Gesetz hebt den Local Government Act von 2007 auf und sieht für Gewogs keine Funktion als Verwaltungseinheit vor.